# Estate (Michel Petrucciani)
| Recensione | Giudizio |
| ---------- | -------- |
| AllMusic   | [ 1 ]    |

Estate è un album discografico del pianista jazz francese Michel Petrucciani, pubblicato dall'etichetta discografica Riviera Records nel 1982.

## Tracce

### LP
Lato A
1. Pasolini – 5:26 (Aldo Romano)
2. Very Early – 4:52 (Bill Evans)
3. Estate – 5:48 (Bruno Martino)

Lato B
1. Maybe Yes – 3:46 (Michel Petrucciani)
2. I Just Say Hello – 6:18 (Michel Petrucciani)
3. Tone Poem – 4:08 (Charles Lloyd)
4. Samba Des Prophètes – 3:16 (Claude Nougaro, Aldo Romano)

## Musicisti
- Michel Petrucciani - pianoforte
- Furio Di Castri - contrabbasso
- Aldo Romano - batteria

Note aggiuntive
- Maurizio Giammarco, Federica Roa e Amedeo Sorrentino - produttori
- Registrazioni e mixaggio, effettuate al Forum Rec. Studio di Roma (Italia) il 29 e 30 marzo, 16 aprile e 5 maggio 1982
- Sergio Marcotulli - ingegnere delle registrazioni
- J.C. Fernandez, Gerry Turano, Indro Uttinacci - graphic design copertina album originale
- Stefano Milioli - processo serigrafico copertina album originale
- Nina Contini Melis - fotografie copertina album originale[2]